# سووتسکویه (محرم کند، داغستان)
سووتسکویه (به لاتین: Sovetskoye) یک منطقهٔ مسکونی در روسیه است که در شهرستان محرم‌کند واقع شده‌است.